# Korpijärvi (sjö i Suomussalmi, Kajanaland, 64,79 N, 29,93 Ö)
Korpijärvi är en sjö vid finsk-ryska gränsen. Den finländska delen ligger i kommunen Suomussalmi i landskapet Kajanaland i Finland. Sjön ligger 223,6 meter över havet. Arean är 1 kvadratkilometer och strandlinjen är 9,06 kilometer lång. Sjön  ingår i Uleälvens huvudavrinningsområde.   Den ligger omkring 120 kilometer nordöst om Kajana och omkring 570 kilometer norr om Helsingfors. 
I sjön finns ön Korpijärvensaari. 